# Ulf Ottosson
Ulf Ottosson (* 2. Juli 1968) ist ein schwedischer ehemaliger Fußballspieler. Der Stürmer spielte in Schweden, Portugal, England, Italien und der Schweiz. Mit 205 Toren ist er der beste Torschütze in der Vereinsgeschichte des Degerfors IF, was ihm den Spitznamen „Mål-Otto“ (Tor-Otto) einbrachte.

## Werdegang

### Karrierestart bei Degerfors IF
Ottosson debütierte 1987 für Degerfors IF in der zweitklassigen Division 1, stieg mit der Mannschaft am Ende der Spielzeit jedoch in die dritte Liga ab. In der Folga avancierte er zum regelmäßigen Torschützen und kehrte mit dem Verein Ende 1990 in die zweite Liga zurück. Als Tabellenvierter der Frühjahrsmeisterschaft 1991 qualifizierte er sich mit ihm für die Herbstserie, in der der Staffelsieg gelang. In den anschließenden Relegationsspielen setzte sich Degerfors IF nach einer 1:3-Auswärtsniederlage mit einem 2:0-Heimsieg aufgrund der Auswärtstorregel gegen Djurgårdens IF durch – Ottosson war in beiden Spielen jeweils einmal erfolgreich. Als Torjäger hatte er sich auch außerhalb der Landesgrenzen einen Namen gemacht und wechselte im Anschluss auf Leihbasis zum Schweizer Klub FC Locarno in die Nationalliga B. 
Anfang 1993 kehrte Ottosson wieder nach Schweden zu Degerfors IF zurück und trat mit der Mannschaft in der Allsvenskan an. Hinter Milenko Vukcević war er in der Spielzeit 1993 mit sieben Saisontoren zweitbester vereinsinterner Torschütze und erreichte mit der Mannschaft um Ivan Djurić, Henrik Berger, Daniel Tjernström und Sebastian Henriksson nach Erfolgen über IFK Hässleholm in den Relegationsspielen den Klassenerhalt. Zudem zog sie ins Endspiel um den Landespokal ein. In Göteborg wurde Landskrona BoIS mit einem 3:0-Endspiel besiegt. Im Sommer brach ihm Lars Zetterlund bei einem hart geführten Derby gegen Örebro SK das Bein, so dass er im Europapokal der Pokalsieger 1993/94 in der ersten Runde gegen den AC Parma, in der der Klub nach zwei Niederlagen scheiterte, nur auf der Tribüne saß. In den folgenden Jahren verhalf er dem Klub zur Etablierung im Mittelfeld der Allsvenskan, wobei er insbesondere mit Vuksević und dem 1994 verpflichteten Andreas Andersson um einen Platz in der Angriffsreihe zu kämpfen hatte. 

### Wanderjahre
Nachdem Ottosson in der Spielzeit 1995 als neunfacher Torschütze geglänzt hatte, holte ihn der südeuropäische Klub GD Chaves nach Saisonende in seine Reihen. Kurz nach Beginn der Spielzeit 1996/97 verließ er den portugiesischen Erstligisten jedoch wieder und kehrte nach Schweden zurück. Neuer Klub wurde der IFK Norrköping, bei dem er an der Seite von Robert Steiner, Magnus Gustafsson, Klebér Saarenpää und Sulo Vaattovaara bis zum Saisonende in sieben Ligaspielen auflief. 
Im Januar 1997 wechselte Ottosson erneut den Verein. Der englische Klub Norwich City sicherte sich seine Dienste auf Leihbasis. Bei seinem Debüt für die Reservemannschaft am 15. Januar erzielte er einen Doppelpack, stand somit drei Tage später im Kader der in der zweitklassigen First Division antretenden Wettkampfmannschaft und debütierte als Einwechselspieler für John Polston kurz vor Schluss gegen Grimsby Town. Bis zum Sommer bestritt er insgesamt acht Ligaspiele für die „Kanarienvögel“ und erzielte dabei ein Tor. Damit konnte er Trainer Mike Walker jedoch nicht überzeugen und erhielt im Frühjahr kein Vertragsangebot. 
Erneut kehrte Ottosson in sein Heimatland zurück und schloss sich im April vor Beginn der Allsvenskan-Spielzeit 1997 dem schwedischen Erstligisten Panos Ljungskile an. Im Sommer wechselte er erneut den Klub und ging zu seinem Heimatverein Degerfors IF. Am Ende der Spielzeit belegten die beiden Klubs die zwei Abstiegsränge. In der zweiten Liga lief er bis zum Ende der Spielzeit 1999 für DIF auf. Aufgrund der Einführung der Superettan als eingleisiger zweiter Spielklasse gab es in der Nordstaffel sechs Absteiger, dazu gehörte auch Degerfors IF. Ottosson verließ daher den Klub in Richtung Italien. Er heuerte im November 1999 bei Viterbese Calcio in der drittklassigen Serie C1 an, blieb jedoch nur bis zum Jahresende.

### Rückkehr nach Schweden und Start in die Trainerlaufbahn
Anfang 2000 kehrte Ottosson nach Schweden zurück und lief in der Folge für Degerfors IF in der drittklassigen Division 1 auf. Regelmäßig erreichte er mit der Mannschaft Plätze im vorderen Tabellendrittel. Anfang 2003 holte er mit der Mannschaft den Titel des schwedischen Hallenmeisters, zu dem er zwei Tore beitrug. In der anschließenden Drittligaspielzeit reichte es zur Vizemeisterschaft, Staffelsieger IK Brage hatte jedoch am Saisonende acht Punkte Vorsprung. In der Spielzeit 2004 kämpfte der Verein mit IFK Ölme bis zum letzten Spieltag um den Staffelsieg, der aufgrund der besseren Tordifferenz gegenüber dem punktgleichen Konkurrenten erreicht wurde. In der anschließenden Aufstiegsrunde setzte sich die Mannschaft gegen Umeå FC durch und stieg in die Superettan auf.
Ottosson verließ jedoch Degerfors IF und schloss sich als Spielertrainer dem Fünftligisten Gullspångs IF an. Mit der Mannschaft verpasste er den Klassenerhalt und zog innerhalb der Liga zu Strömtorps IK weiter. In der Spielzeit 2006 stieg er als Spieler in die vierte Liga auf und übernahm dort in der anschließenden Saison das Traineramt. Nachdem der Erfolg ausblieb trennte sich der Klub im Herbst von ihm. Nach einer mehrjährigen Pause vom Fußball übernahm er Ende des Jahres 2010 das Traineramt beim Siebtligisten Ängebäck BK.